# Ben Sir研究院
《Ben Sir研究院》（英語：Sermon By Sir Ben 2）是香港電視廣播有限公司的生活資訊節目，《Ben Sir學堂》的續作，由香港語言學者歐陽偉豪主持，麥美恩、駱胤鳴、林穎彤、陸浩明和季蘋蘋演出。本節目於香港時間2017年2月19日起，逢星期日22:30－23:00在翡翠台、myTV SUPER播出，並於myTV SUPER提供節目重溫（免費版用戶只能在七天內收看）。。

## 每集內容
| 集數 | 播映日子 | 主題                                         | 嘉賓                   |
| 01   | 2月19日  | Ben Sir久休復出到上水                        | 薛家燕、呂慧儀         |
| 02   | 2月26日  | 見識邊爐「打」「滾」、夜總會「金魚」「木魚」 | 陸浩明、江美儀         |
| 03   | 3月5日   | 與食字天王、潮語創作人互相交流               | 阮兆祥、吳業坤         |
| 04   | 3月19日  | 一人一票班長選舉                             | 梁嘉琪、張彥博、袁偉豪 |
| 05   | 3月26日  | 解構七大法眼 認清拳腳八大高手                | 李嘉、朱智賢、簡淑兒   |
| 06   | 4月2日   | 光影可留情 潮語多變性                        | 泰臣                   |
| 07   | 4月16日  | 廟宇內、賭桌上 體現廣東話厲害                | 麥玲玲、江欣燕         |
| 08   | 4月23日  | 車房雙關語 機舖港式英文潮語                  | 張秀文、張曦雯         |
| 09   | 5月7日   | 一邊講解潮語 一邊豪氣買樓                    | 鄧梓峰                 |
| 10   | 5月14日  | 見醫師睇病 破解廣東話矛盾位                  | 劉江                   |
| 11   | 5月21日  | 期末考試及謝師宴                             | —                      |

## 節目調動
- 2017年3月12號：由於播出《迷》大結局，本節目暫停播映。
- 2017年4月9號：由於直播《第36屆香港電影金像獎》，本節目暫停播映。
- 2017年4月30號：由於播出《心理追兇 Mind Hunter》大結局，本節目暫停播映。

## Ben Sir開Show
本節目播映後，歐陽偉豪舉辦了一個脱口秀表演《Ben Sir開Show》，並於九龍灣國際展貿中心舉行，演出嘉賓包括麥美恩、林穎彤、陸浩明、季蘋蘋。及後無綫電視輯錄成約一小時的特輯，安排於2017年7月16日香港時間星期日晚22:30-23:30翡翠台播出。

## 外部連結
- Ben Sir研究院 - 主頁 - tvb.com（页面存档备份，存于）
- Ben Sir開Show - 主頁 - tvb.com（页面存档备份，存于）